# European Professional Football Leagues
Europejskie Zawodowe Ligi Piłkarskie (oficjalny skrót EPFL od ang. European Professional Football Leagues) – stowarzyszenie zawodowych lig piłki nożnej w Europie, założone 6 czerwca 2005 na bazie - powołanego w 1997 – Association of the European Union Premier Professional Football Leagues (EUPPFL), w miejsce nieuznawanego przez Unię Europejską stowarzyszenia najbogatszych klubów Europy G-14. Jego siedziba mieści się w Nyonie, a od 25 października 2013 prezesem jest Francuz Frédéric Thiriez. Organizacja skupia łącznie 32 członków (w tym 8 członków stowarzyszonych).
27 lipca 2007, podczas posiedzenia w Cardiff, w poczet członków EPFL została formalnie przyjęta Ekstraklasa SA, choć już od jesieni 2006 jej przedstawiciele uczestniczyli w spotkaniach tej organizacji jako obserwatorzy.
30 lipca 2008 i 23 października 2015 Walne Zgromadzenia Delegatów EPFL zostały zorganizowane przez Ekstraklasę SA i odbyły się w Warszawie.

## Członkowie założyciele
- Liga Nacional de Futbol Profesional
- Scottish Premier League
- Liga Portuguesa de Futebol Profissional
- Eredivisie NV
- Lega Nazionale Professionisti
- Alpha Ethniki
- DFL Deutsche Fussball Liga GmbH
- Ligue de Football Professionnel
- Divisionsforeningen
- Österreichische Fußball Bundesliga
- Pro League
- Premier League
- Foreningen Svensk Elitfotboll
- Veikkausliiga

## Rozszerzenie z 2005
- Eircom League of Ireland
- Axpo Super League

## Rozszerzenie z 2006
- Union of 1.SNL
- The Football League

## Rozszerzenie z 2007
- Norsk Toppfotball
- Bulgarian Professional Football League
- Welsh Premier League
- Profesjonalna Piłkarska Liga Ukrainy
- Rossijskaja futbolnaja Priemjer-Liga
- Professionalnaja futbolnaja liga
- Ekstraklasa SA  (27 lipca)[1][2]

## Rozszerzenie z 2008
- Union des Clubs Professionels de Football
- Federatie Betaald Voetbal Organisaties
- Lega Pro

## Rozszerzenie z 2011
- Futbolnaja nacionalnaja liga

## Prezesi
| Imię i nazwisko    | Okres pełnienia funkcji             |
| sir David Richards | 6 czerwca 2005–25 października 2013 |
| Frédéric Thiriez   | od 25 października 2013             |